# Lutjanus boutton
Lutjanus boutton és una espècie de peix de la família dels lutjànids i de l'ordre dels perciformes.

## Morfologia
- Els mascles poden assolir 35 cm de longitud total.[4][5]

## Alimentació
Menja peixos, gambes, crancs i d'altres crustacis, cefalòpodes i plàncton.

## Hàbitat
És un peix marí de clima tropical i associat als esculls de corall que viu entre 15-50 m de fondària.

## Distribució geogràfica
Es troba des de Sumatra fins a Samoa i el sud del Japó.